# Łódzki Rynek Hurtowy „Zjazdowa”
Łódzki Rynek Hurtowy Zjazdowa S.A. – rynek hurtowy w Łodzi o zasięgu ponadregionalnym, na którym producenci rolni sprzedają warzywa i owoce. Nazwa pochodzi od ul. Zjazdowej, na której od początku lat 80. rolnicy sprzedawali płody rolne. Rynek mieści się na osiedlu Stare Moskule.

## Działalność
Na powierzchni 14 ha funkcjonują cztery hale handlowe (o powierzchni 2000 m²) o profilu ogólnospożywczym oraz rynek sprzedaży płodów rolnych. Sprzedawane są owoce cytrusowe, mięso i wyroby wędliniarskie, nabiał, słodycze, napoje, surówki oraz inne artykuły ogólnospożywcze. Dużą rolę odgrywają owoce i warzywa z rejonu północno-wschodniego województwa łódzkiego i zachodniego Mazowsza), takie jak: kapusta, kalafior, warzywa korzeniowe, ziemniaki, jabłka.
Spółka dysponuje ponad dwunastomilionowym kapitałem, a jej akcjonariuszami jest ponad 200 podmiotów gospodarczych oraz gmina Łódź. Dążąc do rozwoju Rynku Hurtowego, Zarząd Spółki zrealizował projekt inwestycyjny o nazwie: hala logistyczna owoców i warzyw. Przygotowywane są tu produkty rolne do sprzedaży według norm obowiązujących w Unii Europejskiej i na zasadach współpracy z grupami producentów rolnych z regionu łódzkiego.
Dystrybucją standaryzowanych, klasyfikowanych, konfekcjonowanych owoców i warzyw zajmuje się spółka powołana przez Ł.R.H. ZJAZDOWA S.A. o nazwie Zjazdowa-Dystrybucja Sp. z o.o.
Poprzez organizowane corocznie imprezy takie jak: wojewódzkie eliminacje Konkursu „Polski Producent Żywności”, Święto Owoców i Warzyw, Dzień Papryki, Promocja Owoców posiadających certyfikaty Integrowanej Produkcji, wspólne wystawiennictwo na Targach Polagra w Poznaniu spółka promuje producentów i pomaga zaistnieć na rynku ich wyrobom, także przez programy telewizyjne we współpracy z regionalną TVP3 Łódź.

## Profil klienta
Zakupy robią głównie właściciele lub dostawcy do sklepów ogólnospożywczych oraz „warzywniaków”, firmy cateringowe, restauracje oraz  hurtownie spożywcze, jak również klienci indywidualni tak zwane popularne zakupy grupowe. W sezonie pojawiają się także klienci kupujący większe partie warzyw i owoców.

## Nagrody i wyróżnienia
- tytuł przyznany firmie przez Fundację Małych i Średnich Przedsiębiorstw za szczególne osiągnięcia w dziedzinie przedsiębiorczości, innowacyjności i dostosowywanie firmy do funkcjonowania na zintegrowanym rynku europejskim – „Lider Przedsiębiorczości 2003 roku”[1]
- Nagroda Gospodarcza Wojewody Łódzkiego w kategorii "Małe Przedsiębiorstwo"[2]
- Nagroda  "Złoty laur" edycja 2010 "Za osiągnięcia  menadżerskie i znaczący wkład w promowanie kupiectwa w kraju i za granicą" w konkursie zorganizowanym przez "Miesięcznik Mała Firma", Związek Rzemiosła Polskiego i Naczelną Radę Zrzeszeń Handlu i Usług[3]
- Medal Europejski Edycja XXI rok 2010: Łódzki Rynek Hurtowy Zjazdowa S.A. zostaje laureatem za "Dzierżawę Powierzchni Handlowych ". Tytuł przyznawany jest przez Business Centre Club, przy wsparciu Ministerstwa Spraw Zagranicznych i Honorowym Patronacie Europejskiego Komitetu Ekonomiczno-Społecznego z siedzibą w Brukseli[4]